# Чан-Оча, Прают
Прают Чан-Оча (тайск. ประยุทธ์ จันทร์โอชา; род. 21 марта 1954, Накхонратчасима, Таиланд) — таиландский государственный, военный и политический деятель, 29-й премьер-министр Таиланда с 24 августа 2014 по 22 августа 2023 года. Ранее занимал посты командующего Королевской армией Таиланда (2010—2014) и председателя Национального совета для мира и порядка (де-факто военное правительство) c 22 мая 2014 по 16 июля 2019 года. После политического ухода на пенсию, 29 ноября 2023 года Прают был назначен тайным советником.

## Биография

### Молодые годы
Прают Чан-Оча обучался в школе, готовящей к поступлению в военные академии Таиланда, Командном и штабном Колледже Тайских Королевских Вооружённых Сил, Колледже Национальной Обороны Таиланда и Таиландской Королевской военной Академии Чулачомклао, где получил степень бакалавра.

### Военная карьера
По окончании военной академии Прают Чан-Оча служил в 21-м пехотном полку Гвардии Королевы Таиланда.
В 2002 году Прают Чан-Оча был произведён в заместители командующего Второй пехотной дивизии Королевской армии Таиланда в составе Первого военного округа Таиланда, а в 2003 году стал её командующим. В 2005 году Чан-Оча был назначен заместителем командующего Первого военного округа Таиланда, а год спустя — командующим этого военного округа.
В 2008—2009 годах Прают Чан-Оча был Начальником Штаба Королевской армии Таиланда, а в 2009 году был назначен Почётным адъютантом Короля.

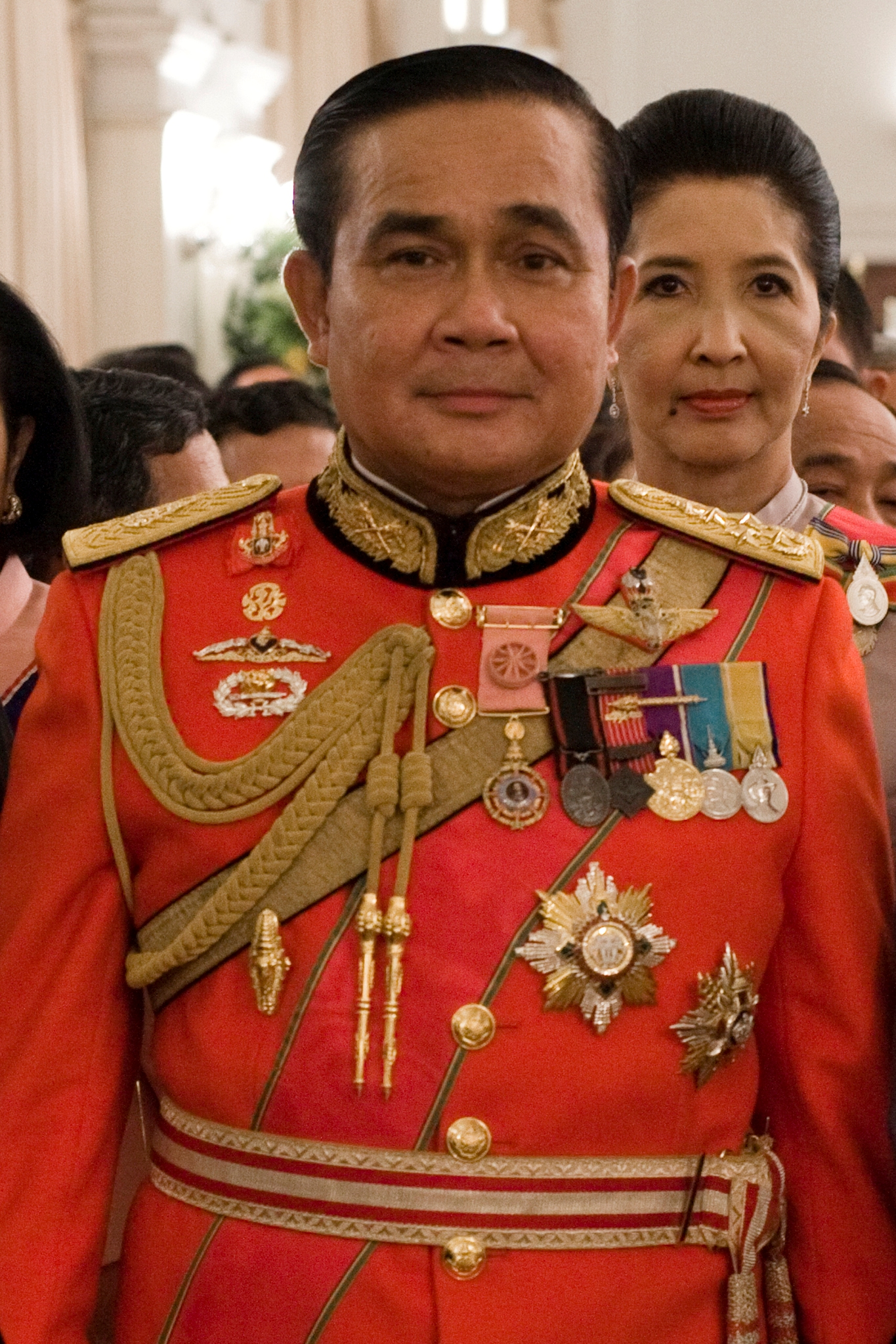
Прают Чан-Оча в униформе, 2011 год

В 2010 году Прают Чан-Оча был назначен Командующим Королевской армией Таиланда.

### Лидер военного переворота
20 мая 2014 года в 5 часов утра (2:00 московского времени) в прямом эфире всех национальных телеканалов к гражданам Таиланда обратился командующий сухопутных войск генерал Прают Чан-Оча и объявил о введении во всей стране военного положения для «поддержания законности и порядка» после антиправительственных протестов, в результате которых погибли 28 человек и сотни получили ранения. В зачитанном им приказе № 1 подчёркивалось, что режим военного положения заменил действовавший до сих пор более мягкий «особый режим», введённый правительством в Бангкоке и ближайших провинциях в соответствии с законом о внутренней безопасности. В официальном заявлении командования было заявлено, что цель введения военного положения — «восстановить мир и порядок для людей, представляющих все стороны», и особо указывалось, что «военное положение — это не государственный переворот, нет необходимости поддаваться панике, люди могут вести прежний образ жизни». В соответствии с Конституцией Таиланда, армия имеет право объявить военное положение в случае, если срочно необходимо принять меры для обеспечения безопасности в обществе. Утром приказом № 2 Чан-Оча было создано военное Командование по обеспечению мира и порядка, сменившее смешанный военно-полицейский правительственный Центр по обеспечению мира и порядка, следивший за соблюдением особого режима.
Однако уже 22 мая Прают Чан-Оча объявил о военном перевороте, пообещав восстановить порядок в стране и обеспечить проведение политических реформ:
Переговоры между политическими противниками оказались безрезультатными, власть переходит от временного правительства к Командованию по сохранению мира и порядка, созданному после введения в стране военного положения. Вооружённые силы Таиланда с добрыми намерениями принимают на себя функции правительства с целью обеспечить мир и спокойствие в стране. Это необходимо для поддержания мира и порядка. Приказываю армии, флоту, вооруженным силам и полиции взять власть под свой контроль.
За несколько минут до телеэфира он провел встречу с представителями оппозиционных сил страны. В это время здание, в котором проходили переговоры, окружили порядка 300 военнослужащих. Командующий объявил переговоры с политическими противниками бессмысленными и приказал задержать всех участников. Военнослужащие вывели из зала переговоров лидера оппозиционных демонстрантов Сутхепа Тхаугсубана.
22 мая, после смещения Ниваттхумронга Бунсонгпайсана с поста премьер-министра в результате военного переворота, Прают Чан-Оча был объявлен исполняющим обязанности премьер-министра военного правительства Таиланда:
Настоящим приказом образовано военное правительство Таиланда. Главой правительства назначен командующий сухопутными войсками генерал Прают Чан-Оча.
23 мая на встрече с государственными служащими высокого ранга Чан-Оча заявил, что «прежде, чем проводить выборы, страна должна пройти через реформы в широком спектре различных областей политики, экономики и социальной сферы». Чан-Оча распределил сферы ответственности между участниками переворота — командующими видов вооруженных сил и национальной полиции, взяв на себя ответственность за Центральное командование внутренней безопасности, Совет национальной безопасности, национальную полицию, национальное разведывательное управление и бюро государственного бюджета. На встрече Чан-Оча подробно рассказал о планируемом введении трехуровневого механизма исполнения решений правительства: первый, высший уровень — уровень стратегического планирования, а два нижних — уровни оперативного планирования и исполнения. При этой системе генералы-члены военного правительства будут курировать работу групп министерств, которые, в свою очередь, возглавят не министры, а постоянные секретари министерств — постоянные заместители министра, которые одновременно являются старшими по должности и рангу чиновниками своих министерств. Губернаторы провинций, подчиненные министерству внутренних дел, через министерство будут подчиняться военному правительству. 60-летний Чан-Оча выходит в отставку и переходит на пенсию в сентябре 2014 года, и вероятно может остаться на должности премьер-министра, став гражданским лицом.
24 мая название Командования было изменено на «Национальный совет для мира и порядка» или «НСМП» («National Council for Peace and Order», «NCPO»). В тот же день специальным заявлением в прямом эфире национальных телеканалов начальник главного управления национальной полиции генерал Адун Сенгсингкео особым приказом военного правительства был смещен с должности, выведен из состава Совета и переведен на «неактивный» пост в аппарате премьер-министра. Его пост в Совете занял генерал полиции Ватчарапол Прасарнраджкит.
26 мая утром король Таиланда Пхумипон Адульядет своим указом официально назначил Праюта Чан-Оча руководителем Национального совета для мира и порядка. По случаю выпуска указа в Бангкоке за закрытыми дверями прошла закрытая специальная церемония, на которой присутствовало руководство вооружённых сил. В указе говорится, что:
Для восстановления мира и порядка в стране и ради национального единства настоящим указом Его Величество король Пхумипон Адульядет назначает генерала Праюта Чан-Очу руководителем Национального совета мира и порядка для управления государством.
На своей первой пресс-конференции Прают Чан-Оча, получив указ о своём назначении, заявил о том, что военное правительство будет заменено временным гражданским, а в королевстве пройдут новые парламентские выборы, сказав, что «Я здесь для того, чтобы все исправить. Этот кризис длится уже девять лет», в то же время отказавшись обозначить какие-либо временные рамки преобразований: «Мы будем осуществлять функции управления государством именем короля, чтобы восстановить в стране мир и порядок. Мы усилим правоохранительные функции государства и будем действовать в соответствии с законом. Выборы обязательно будут, и будут так скоро, насколько это позволит ситуация в стране». Чан-Оча обратился к гражданам страны, сказав «Прошу вас, будьте спокойны и терпеливы», извинившись за «необходимость применения жёстких мер» и оправдав введение комендантского часа. На вопрос о том, собирается ли он стать временным премьер-министром, он ответил: «Время покажет. Я надеюсь, что проблемы нашей страны будут решены в скором времени и мы вернёмся к демократической форме правления».

### Премьер-министр Таиланда
21 августа 2014 года в прямом эфире государственного телевидения парламент избрал Праюта Чан-Очу премьер-министром Таиланда. За его единственную кандидатуру проголосовал 191 депутат из 197 (всего в парламенте 200 мест).
24 августа 2014 года в сообщении специального бюллетеня, выпускаемого королевским двором, было сказано, что король Таиланда Пхумипон Адульядет утвердил Праюта Чан-Очу в должности премьер-министра временного правительства. На церемонии в штабе сухопутных сил в Бангкоке без присутствия короля Чан-Оче был вручён письменный приказ, после чего он официально стал премьер-министром.
После смерти короля 13 октября 2016 года он, как премьер-министр, сделал заявление, чем объяснимо назначение в стране временного регента.
C 24 августа по 30 сентября 2022 года был отстранён от должности премьер-министра Конституционным судом до выяснения истины, так как 172 депутата парламента Таиланда, представляющих оппозицию, обратились в суд с запросом дать определение — может ли Прают Чан-Оча далее исполнять полномочия главы правительства в условиях, когда конституцией премьерский срок полномочий ограничен 8 годами.
На парламентских выборов 2023 года новая партия Праюта «Объединённая тайская нация» потерпела поражение, получив поддержку 12,55 % избирателей, после чего в июле 2023 года Прают Чан-Оча заявил, что уйдёт из политики, покинет должность премьер-министра и выйдет из партии после избрания нового председателя кабинета министров. 22 августа новым премьер-министром был избран Сеттха Тхависин, 5 сентября новое правительство принесло присягу и приступило к работе.

## Инцидент с антисептиком
9 марта 2021 года Прают в ходе пресс-конференции в ответ на вопрос о перестановках в правительстве сошёл с трибуны и двинулся в сторону сидящих в зале журналистов, после чего начал распылять им в лица антисептик. Затем он покинул брифинг, продолжая распылять спрей вокруг себя.

## Награды

### Таиландские
|  | Рыцарь Большой ленты Ордена Белого слона    |
|  | Рыцарь Большой ленты Ордена Короны Таиланда |
|  | Гранд-компаньон Ордена Чула Чом Клао        |
|  | Медаль Ордена Рамы                          |

### Иностранные
|  | Медаль за служебные заслуги (военная степень) | Сингапур  |
|  | Медаль за заслуги                             | Индонезия |
|  | Орден «Легион почёта» (степень командора)     | США       |